# وي ديدينت ستارت ذا فاير
«وي ديدينت ستارت ذا فاير» هي أغنية قائمة للموسيقي الأمريكي بيلي جويل تشمل كلماتها إشارات قصيرة سريعة إلى أكثر من 100 حدث رئيسي بين عامي 1949، عام ميلاد جويل، حتى عام 1989، عندما تم إصدار الأغنية في ألبومه ستورم فرونت. تم ترشيح الأغنية لجائزة جائزة غرامي لتسجيل العام. كانت الأغنية أيضًا أغنية أولى في الولايات المتحدة في أواخر عام 1989.

## التاريخ
حصل جويل على فكرة الأغنية عندما بلغ من العمر 40 عامًا. لقد كان في استوديو تسجيل والتقى بصديقه شين لينون البالغ من العمر 21 عامًا والذي قال «إنه وقت فظيع أن أكون في الواحدة والعشرين!» أجابه جويل: «أجل، أتذكر عندما كان عمري 21 عامًا - اعتقدت أنه كان وقتًا سيئًا وكان لدينا فيتنام، وتعرف، مشاكل المخدرات، ومشاكل الحقوق المدنية ويبدو أن كل شيء كان فظيعًا». أجاب الصديق: «أجل، أجل، أجل، لكن الأمر مختلف بالنسبة لك. كنت طفلًا في الخمسينيات، والجميع يعلم أنه لم يحدث شيء في الخمسينات». رد جويل، «انتظر لحظة، ألم تسمع عن الحرب الكورية أو أزمة قناة السويس؟» قال جويل في وقت لاحق إن هذه العناوين تشكل الإطار الأساسي للأغنية، كما انتقد جويل الأغنية لأسباب موسيقية بحتة. وفي عام 1993، وعندما ناقشها مع المخرج السينمائي الوثائقي ديفيد هورن، قارن جويل محتواها اللحني بشكل غير موات بأغنيته «أطول وقت»: «خذ أغنية مثل» وي ديدينت ستارت ذا فاير«. إنها في الحقيقة ليست أغنية كبيرة... إذا كنت تأخذ اللحن في حد ذاته، فسيكون فظيعًا. مثل مثقاب طبيب الأسنان.»
وعندما سئل عما إذا كان ينوي عن عمد تأريخ الحرب الباردة بأغنيته أجاب: "كان حظي فقط أن الاتحاد السوفيتي قرر إغلاق المحل [بعد فترة وجيزة من إخراج الأغنية]"، وأن هذا الفترة كان لديها تناظر معها، لقد مرت 40 سنة كنا قد عشنا خلالها." وقد سُئل عما إذا كان يمكنه القيام بمتابعة حول العامين المقبلين بعد الأحداث التي ظهرت في الأغنية الأصلية فعلق قائلًا: "لا، لقد كتبت أغنية واحدة بالفعل ولا أعتقد أنه من الجيد حقًا البدء مع، لحن".

## تصوير الأغنية
أخرج كريس بلوم فيديو موسيقي للأغنية. يبدأ الفيديو بزوجين متزوجين حديثًا يدخلان مطبخهما المصمم على طراز الأربعينيات، حيث تظهر أحداثًا في حياتهما المنزلية على مدار العقود الأربعة المقبلة، بما في ذلك ولادة الأطفال، ونموهم، وبعد ذلك، أحفادهم، ووفاة الأب في النهاية. يصور مرور الوقت أيضًا أعمال ترميم دورية وترقيات للمطبخ، بينما ينظر بيلي جويل إلى خلفية ثابتة.

## الأحداث التاريخية المشار إليها في الأغنية
مع أن كلمات الأغاني تنطلق سريعًا مع العديد من الأشخاص والأحداث المذكورة في كلمة واحدة لكل منها، إلا أن هناك اتفاقًا واسع النطاق على معنى الكلمات. كتب ستيفن إيتنجر، 
 يتم سرد الأحداث التالية (والتي غناها جويل بالخط العريض) بالترتيب الذي تظهر به في الأغنية، وهو ترتيب زمني بالكامل تقريبًا. القصيدة الغنائية لكل حدث على حدة مختصرة والأحداث تتخللها جوقة وعناصر غنائية أخرى. تتضمن القائمة التالية أسماء أطول وأكثر وصفية للوضوح. تتداخل الأحداث من مجموعة متنوعة من السياقات - مثل الترفيه الشعبي والشؤون الخارجية والرياضة - مما يعطي انطباعًا بثقافة العصر ككل. يوجد 119 عنصرًا مدرجًا في الأغنية.

### الأربعينات

#### 1949
- صار هاري ترومان رئيس الولايات المتحدة بعد انتخابه في عام 1948 لفترة رئاسية ثانية وأخيرة. في السابق أدى اليمين الدستورية بعد وفاة فرانكلين روزفلت. لقد أذن باستخدام القنابل الذرية على هيروشيما وناغاساكي في اليابان خلال الحرب العالمية الثانية، يومي 6 و9 أغسطس 1945، على التوالي.
- لعبت دوريس داي دور البطولة في أفلام حلمي هو لك وإنه شعور رائع. لقد عَرض فيلمها الأول الرومانسي لعام 1948 أول أغنية شعبية «إنه سحر».
- انتصر الصين الحمراء: الحزب الشيوعي الصيني في الحرب الأهلية الصينية، حيث أسس جمهورية الصين الشعبية.
- وقّع جوني راي عقده التسجيلي الأول مع أوكه ريكوردز، مع أنه لن يصبح مشهورًا لمدة عامين آخرين.
- افتتاح المسرحية الموسيقية جنوب المحيط الهادئ، الحائز على جائزة موسيقية، في برودواي في 7 أبريل.
- كان والتر وينشل صحفيًا إذاعيًا وإليه يُنسب اختراع عمود القيل والقال.
- ذهب جو ديماجيو ونيويورك يانكيز إلى خمس مباريات عالمية في الأربعينيات، وفازوا بأربعة منهم.

### الخمسينات

#### 1950
- اكتسب جو مكارثي، عضو مجلس الشيوخ الأمريكي، الاهتمام الوطني وبدأ حملته الصليبية المناهضة للشيوعية بخطابه في يوم لينكولن.
- تم انتخاب ريتشارد نيكسون لأول مرة لمجلس الشيوخ الأمريكي.
- بداية سقوط ستثدبكر، شركة سيارات شهيرة.
- صار التلفزيون واسع الانتشار في جميع أنحاء أوروبا وأمريكا الشمالية.
- غرقت كوريا الشمالية وكوريا الجنوبية في الحرب بعد دخول القوات الشمالية جنوبًا في 25 يونيو.
- تظهر مارلين مونرو في خمسة أفلام، بما في ذلك غابة الأسفلت وكل شيء عن إيف.

#### 1951
- أدين آل روزنبرغ، الزوجين إثيل وجوليوس، في 19 يونيو بالتجسس.
- الولايات المتحدة في منتصف تطوير القنابل الهيدروجينية كسلاح نووي؛ سيتم اختبارها لأول مرة في أواخر عام 1952.
- الملاكم البطل شوجار ري روبنسون، يهزم جيك لاموتا في «مذبحة القديس فالنتين».
- صارت بانمنجوم، القرية الحدودية في كوريا، موقع محادثات الهدنة بين أطراف الحرب الكورية.
- تم ترشيح مارلون براندو لجائزة الأوسكار لأفضل ممثل عن دوره في فيلم عربة اسمها الرغبة.
- افتتحت المسرحية الموسيقية الملك وأنا، لرودجرز وهامرشتاين، في برودواي في 29 مارس.
- نشرت رواية الحارس في حقل الشوفان المثيرة للجدل من قبل جيروم ديفيد سالينجر.

#### 1952
- انتخاب دوايت أيزنهاور رئيسًا للولايات المتحدة، بفوزه بأغلبية 442 صوتًا مقابل 89 صوتًا.
- يتم اختبار لقاح شلل الأطفال بشكل خاص من قبل جوناس سولك.
- حصلت إنجلترا على ملكة جديدة: وصلت إليزابيث الثانية إلى العرش بعد وفاة والدها جورج السادس، وتوجت العام المقبل.
- فاز روكي مارسيانو على جيرسي جو والكوت، ليصبح بطل العالم في الملاكمة للوزن الثقيل.
- يتمتع ليبيريس بعرض تلفزيوني شهير في الخمسينيات من القرن العشرين يدعى ذا ليبيريس شو.
- سانتايانا وداعًا: وفاة خورخي سانتايانا، الفيلسوف، والكاتب، والشاعر، والروائي.

#### 1953
- وفاة جوزيف ستالين، زعيم الاتحاد السوفيتي.
- خلف جورجي مالينكوف ستالين لمدة ستة أشهر بعد وفاته.
- يتصرف جمال عبد الناصر كقوة حقيقية وراء الجمهورية المصرية الجديدة بصفته وزير الداخلية في عهد محمد نجيب.
- وفاة سيرغي بروكوفييف، الملحن، في 5 مارس، في نفس يوم وفاة ستالين.
- تورط وينثروب روكفلر وزوجته باربرا في طلاق واسع الانتشار، بلغ ذروته في عام 1954 بتسوية بلغت 5.5 مليون دولار.[6] صرح بيلي جويل نفسه[7] أن نيلسون روكفلر كان مقصودًا، على وجه الخصوص لشهرته كحاكم لولاية نيويورك. ومع ذلك، كان نيلسون حاكمًا من عام 1959 إلى عام 1973، بينما حدثت جميع العناصر الأخرى في هذه الإشارة في عام 1953.
- حصل روي كامبانيلا، وهو لاعب كرة قدم إيطالي أمريكي / إفريقي - أمريكي في فريق بروكلين دودجرز، على جائزة أفضل لاعب في الرابطة الوطنية للمرة الثانية.
- الكتلة الشيوعية: قمعت شرطة الشعب الألمانية ومجموعة القوات السوفيتية في ألمانيا انتفاضة عام 1953 في ألمانيا الشرقية.

#### 1954
- استقال روي كون من منصب كبير مستشاري جوزيف مكارثي ودخل في عيادة خاصة مع سقوط الأخير.
- يقضي خوان بيرون عامه الأخير الكامل كرئيس للأرجنتين قبل انقلاب سبتمبر 1955.
- أرتورو توسكانيني في أوج شهرته كموصل، يؤدي بانتظام مع أوركسترا إن بي سي السمفونية على الإذاعة الوطنية الأمريكية.
- الداكرون هو ألياف صناعية مبكرة مصنوعة من نفس البلاستيك مثل البوليستر.
- سقوط ديان بيان فو. يقع المخيم الفرنسي / الفيتنامي على عاتق قوات فيت مين تحت قيادة فون نجوين جياب، وهو إلى نهاية الهند الصينية الفرنسية وإنشاء فيتنام الشمالية والجنوبية كدولتين منفصلتين.
- «روك على مدار الساعة» هي أغنية ناجحة أصدرها بيل هالي ومذنبه في شهر مايو، مما أثار اهتمامًا عالميًا بموسيقى الروك أند رول.

#### 1955
- توفي ألبرت أينشتاين في 18 أبريل عن عمر يناهز 76 عامًا.
- حقق جيمس دين نجاحًا مع شرق عدن والتمرد بلا سبب، وتم ترشيحه لجائزة الأوسكار لأفضل ممثل، وتوفي في حادث سيارة في 30 سبتمبر عن عمر يناهز 24 عامًا.
- حصلت بروكلين على فريق رابح: فاز فريق بروكلين دودجرز بأول بطولة عالمية له قبل أن ينتقل إلى لوس أنجلوس.
- ديفي كروكيت هو مسلسل تلفزيوني من إنتاج شركة ديزني عن رجل الحدود الأسطوري الذي يحمل نفس الاسم. حقق المعرض نجاحًا كبيرًا مع الأولاد الصغار وألهم موضة «قبعة الراكون» قصيرة الأجل.
- بيتر بان: بعد عام من إصدار استديوهات والت ديزني للرسوم المتحركة تكيفًا متحركًا لمسرحية جيمس ماثيو باري، تم بث المسرح الموسيقي لعام 1954 الذي يحمل نفس الاسم من بطولة ماري مارتن على شبكة إن بي سي مباشرة وبالألوان.
- وقع إلفيس بريسلي مع تسجيلات آر سي إيه في 21 نوفمبر، ليبدأ مسيرته في موسيقى البوب، ويستمر في اكتساب سمعة باسم «ملك الروك آند رول».
- تفتتح ديزني لاند في 17 يوليو 1955 كأول حديقة ترفيهية في والت ديزني.

#### 1956
- تظهر بريجيت باردو في أول فيلم لها بعنوان «الله خلق المرأة» وتؤسس سمعة دولية باعتبارها «هريرة جنسية» فرنسية.
- بودابست هي عاصمة المجر وموقع الثورة المجرية عام 1956 .
- ألاباما هي موقع مقاطعة حافلة مونتغمري التي أدت في النهاية إلى إزالة قوانين العرق الأخيرة في الولايات المتحدة.
- ألقى نيكيتا خروتشوف خطابه السري الشهير مستنكرًا «عبادة شخصية» ستالين في 25 فبراير.
- تظهر الأميرة غريس كيلي في فيلمها الأخير «الجمعية العليا»، وتتزوج من الأمير رينييه الثالث أمير موناكو.
- تم نشر بيتون بلايس، وهي رواية غريس ميتاليوس الأكثر مبيعًا. ومع أنها خفيفة مقارنة بمعايير اليوم، فقد صدمت القيم المحجوزة في الخمسينيات.
- مشكلة في السويس: أزمة السويس تتلخص في تأميم مصر لقناة السويس في 29 أكتوبر.

#### 1957
- صارت ليتل روك في أركنساس موقع مواجهة معاد للاندماج، حيث أن حاكم أورفال فوبوس منع «ليتل روك ناين» من الالتحاق بمدرسة ليتل روك المركزية الثانوية وينشر الرئيس أيزنهاور الفرقة 101 المحمولة جوًا لمواجهته.
- نشر بوريس باسترناك، المؤلف الروسي، روايته الدكتور جيفاغو.
- ميكي مانتل هو في منتصف مسيرته كموظف مشهور في فريق نيويورك يانكيز ولاعب فريق الرابطة الأمريكية آول ستار للسنة السادسة على التوالي.
- نشر جاك كيرواك روايته «على الطريق»، وهو عمل متميز من «بيت جينيرايشن».
- أصبح سبوتنيك أول قمر اصطناعي، أطلقه الاتحاد السوفيتي في 4 أكتوبر، وهو ما يمثل بداية سباق الفضاء.
- نجى تشوان لاي، رئيس وزراء جمهورية الصين الشعبية، من محاولة اغتيال على متن طائرة كشمير برينسيس.
- صدر فيلم جسر على نهر كواي، وهو مقتبس من رواية لعام 1954، وتلقى سبع جوائز أكاديمية، بما ذلك أفضل صورة.[8]

#### 1958
- لبنان غارق في أزمة سياسية ودينية تنطوي في النهاية على تدخل أمريكي.
- تم انتخاب شارل ديغول أول رئيس للجمهورية للجمهورية الفرنسية الخامسة في أعقاب الأزمة الجزائرية.
- تبدأ لعبة البيسبول في كاليفورنيا عندما ينتقل فريقا بروكلين دودجرز ونيويورك جاينتس إلى كاليفورنيا ويصبحان لوس أنجلوس دودجرز وسان فرانسيسكو جاينتس على التوالي. هما أول فريق في دوري البيسبول الرئيسي غرب مدينة كانساس سيتي.
- جريمة قتل ستاركويذر: موجة القتل التي قام بها تشارلز ستاركويذر، والتي قتل فيها أحد عشر شخصًا معظمهم في لنكلن بولاية نبراسكا في الفترة بين 25 و29 يناير قبل أن يهرب ويُصطاد في مطاردة ضخمة في دوغلاس في وايومنغ، تجذب انتباه الأميركيين.
- أطفال ثاليدوميد: العديد من النساء الحوامل اللائي اللاتي تناولن عقار ثاليدوميد أنجبن أطفالا يعانون من عيوب خلقية.

#### 1959
- توفي بودي هولي في حادث تحطم طائرة في 3 فبراير مع ريتشي فالنس وبيغ بوبر، في يوم كان له تأثير كبير على ثقافة الروك أند رول والشباب. جويل يسبق الشعر الغنائي بفواق صوتي هولي: «آه، آه، هوه».
- فاز فيلم بن هور، بأحد عشر جائزة للأوسكار، بما في ذلك أفضل صورة.
- قرد الفضاء: على متن رحلة كوكب المشتري AM-18، أصبحت آيبلي وميس بيكر أول حيوانين تطلقهما ناسا في الفضاء ويعودان إلى الأرض على قيد الحياة.
- أدين قادة منظمات المافيا أدين القادة في محاكمة اجتماع Apalachin، مما يؤكد أنها مؤامرة على الصعيد الوطني.
- تصل أطواق هولا إلى 100 مليون في المبيعات كأحدث بدعة لعبة.
- فيدل كاسترو وصل إلى السلطة بعد ثورة في كوبا.
- إدسل تفشل: ينتهي إنتاج هذه السيارة بعد ثلاث سنوات فقط بسبب ضعف المبيعات.

### الستينات

#### 1960
- U-2: تم إسقاط طائرة التجسس الأمريكية U-2 الاي كانت تحت قيادة فرانسيس غاري باورز فوق الاتحاد السوفيتي، مما تسبب في أزمة U-2 عام 1960. هذه ليست إشارة إلى الفرقة يو تو التي تشكلت عام 1976.[9]
- تم إنقاذ إي سنغ مان من قبل وكالة المخابرات المركزية بعد إجباره على الاستقالة كزعيم لكوريا الجنوبية بزعم إصلاحه واختلاس أكثر من 20 مليون دولار أمريكي.
- بايولا، مدفوعات غير قانونية لبث الأغاني إذاعيًا، تم نشرها بسبب شهادة ديك كلارك أمام الكونغرس وألان فريد.
- جون كينيدي، سيناتور من ولاية ماساتشوستس، يتفوق على نائب الرئيس ريتشارد نيكسون في الانتخابات العامة التي أجريت في 8 نوفمبر.
- عمم تشوبي تشيكر رقصة تويست مع غنائه للأغنية التي تحمل نفس الاسم.
- صارت سايكو علامة بارزة في العنف الجرافيكي والإثارة السينمائية. الكمان الصارخ الذي يسمع في هذه المرحلة من الأغنية هي علامة للموسيقى التصويرية للفيلم.
- البلجيكيون في الكونغو: أعلنت جمهورية الكونغو (ليوبولدفيل) استقلالها عن بلجيكا في 30 يونيو، برئاسة جوزيف كازافوبو وتولي باتريس لومومبا منصب رئيس الوزراء.

#### 1961
- انتحار إرنست همنغواي في 2 يوليو بعد معركة طويلة مع الاكتئاب.
- جرى تتبع أدولف أيخمان، مجرم الحرب النازي «المطلوب» إلى الأرجنتين والقبض عليه من قبل عملاء الموساد حيث نُقل سرًا إلى إسرائيل لمحاكمته على جرائم ضد الإنسانية خلال الحرب العالمية الثانية حيث أدين عام 1961 وشنق في العام التالي عام 1962.
- صار كتاب غريب في أرض غريبة، الذي كتبه روبرت أ. هاينلاين، أفضل الكتب مبيعًا مع موضوعات الحرية الجنسية والتحرير.
- تم توقيع بوب ديلن في كولومبيا للتسجيلات بعد مراجعة الناقد روبرت شيلتون من صحيفة نيويورك تايمز.
- فصل برلين لبرلين الغربية وبرلين الشرقية ورسخ هذا عند جدار برلين الذي أقيم يوم 13 أغسطس لمنع المواطنين من ألمانيا الشرقية من الهروب إلى الغربية.
- فشل غزو خليج الخنازير، وهو محاولة من المنفيين الكوبيين المدربين من الولايات المتحدة لغزو كوبا والإطاحة بفيدل كاسترو.

#### 1962
- عُرض فيلم لورنس العربية: الحائز على جائزة الأوسكار على أساس حياة تي. لورنس، لأول مرة في الولايات المتحدة في 16 ديسمبر.
- صارت جنون البيتل البريطانية: البيتلز، الفرقة الأكثر شهرة في العالم.
- اندلع شغب أولي ميس بين المدنيين التفريقيين الجنوبيين والقوات الفيدرالية وقوات الدولة نتيجة للالتحاق القسري للطالب الأسود جيمس ميريديث في جامعة مسيسيبي.
- قاد جون غلين أول مهمة مدارية أمريكية مأهولة تسمى «الصداقة 7» في 20 فبراير.
- ليستون يهزم على باترسون: قاتل سوني ليستون وفلويد باترسون في بطولة العالم للوزن الثقيل في 25 سبتمبر وانتهت بالضربة القاضية في الدور الأول. كانت هذه المباراة هي المرة الأولى التي يُسقط فيها باترسون وهي واحدة من ثماني خسائر فقط في مسيرته الاحترافية التي استمرت 20 عامًا.

#### 1963
- انتخاب البابا بول: للبابوية ويأخذ الاسم البابوي بولس السادس.
- أدلى مالكوم إكس بتصريحه السيئ السمعة «لقد عادت الدجاجات إلى المنزل لتتجسس» إثر اغتيال كينيدي، مما تسبب في قيام حركة أمة الإسلام بتوجيه اللوم إليه؛ بعد حوالي خمسة عشر شهراً، تم اغتياله هو نفسه بينما كان يستعد لإلقاء خطاب.
- الجنس السياسي البريطاني: ارتبط وزير الدولة للحرب في بريطانيا، جون بروفومو، بعلاقة مع فتاة الإستعراض كريستين كيلر.
- تفجير جون كينيدي: تم اغتيال الرئيس جون ف. كينيدي في 22 نوفمبر بينما كان يستقل سيارة مكشوفة مفتوحة عبر دالاس.

#### 1965
- تحديد النسل: تحدى قانون Griswold v. Connecticut في عام 1965 على حظر وسائل منع الحمل.
- هو تشي منه: بدأت عملية رولنغ ثاندر حين وصلت أول قوات قتالية أمريكية، مكونة من 3500 من مشاة البحرية، إلى جنوب فيتنام.

#### 1968
- ريتشارد نيكسون مرة أخرى: تم انتخاب نائب الرئيس السابق نيكسون رئيسا في عام 1968.

#### 1969
- مونشوت: أبولو 11، أول هبوط على سطح القمر، نجح في الهبوط على سطح القمر.
- صار وودستوك: مهرجان الروك آند رول الشهير عام 1969 الذي أصبح مثالًا لحركة مكافحة الثقافة.

### السبعينات

#### 1972-1975
- ووترغيت: فضيحة سياسية بدأت عندما تم اقتحام مقر اللجنة الوطنية الديمقراطية في مجمع مكتب ووترغيت في واشنطن العاصمة خلال حملة عام 1972. ستؤدي هذه الفضيحة في النهاية إلى استقالة الرئيس نيكسون.
- بانك روك: رد فعل عنيف ضد بروغريسيف روك في أوائل سبعينيات القرن الماضي يؤدي إلى ظهور فرق تم تشكيلها حديثًا مثل رامونز (التي تأسست عام 1974) وسيكس بيستلس (تأسست بعد عام).

#### 1976-1977
(ملاحظة: تم وضع عنصر من عام 1976 بين عناصر من عام 1977 لجعل سرد الأغنية أفضل.)
- صار مناحم بيغن يصبح رئيس وزراء إسرائيل عام 1977 ويتفاوض على اتفاقات كامب ديفيد مع رئيس مصر عام 1978.
- رونالد ريغان، حاكم ولاية كاليفورنيا السابق، بدأ حملته الرئاسية الثانية في عام 1976. في النهاية فاز في الانتخابات التالية عام 1980.
- فلسطين: يتصاعد الصراع الإسرائيلي الفلسطيني مع قيام الإسرائيليين بإنشاء مستوطنات في الضفة الغربية.
- الإرهاب على الخطوط الجوية: تقع عدة عمليات اختطاف للطائرات، وتحديدًا، عملية الاختطاف الفلسطينية لطائرة إير فرانس رقم 139 وعملية عنتيبي اللاحقة في أوغندا.

#### 1979
- آيات الله في إيران: خلال الثورة الإيرانية عام 1979، تمت الإطاحة بالشاه العلماني المدعوم من الغرب بينما تولى روح الله الخميني السلطة بعد سنوات في المنفى وأسس مجتمعًا إسلاميًا.
- الروس في أفغانستان: بعد انتقالهم إلى أفغانستان في 24 ديسمبر، خاضت القوات السوفيتية حربًا استمرت عشر سنوات حتى عام 1989.

### الثمانينات

#### 1981
- عجلة الحظ: خضع برنامج التلفاز الناجح، الذي تم عرضه على الهواء منذ عام 1975، إلى عدة تغييرات في أوائل الثمانينيات، بما في ذلك تعيين بات ساجاك كمضيف في عام 1981، وفانا وايت كمضيفة في عام 1982، والانتقال إلى الترويج في عام 1983، جميع هذه الثلاثة لا تزال سارية المفعول حتى عام 2019.

#### 1983
- صارت سالي رايد في 18 يونيو أول امرأة أمريكية في الفضاء من خلال الطيران على متن تشالنجر في المهمة المكوكية STS-7.
- انتحار موسيقى الميتال: تمت مقاضاة أوزي أوزبورن وجوداس بريست على وجه الخصوص بسبب انتحار المعجبين بعد الاستماع إلى أغانيهم «سويسايد سولوشن» و«بايتار باي يو، بايتار ثان مي»، على التوالي.
- الديون الخارجية: يؤدي العجز التجاري المستمر والعجز في الميزانية إلى تخلف العديد من البلدان عن سداد ديونها.
- المحاربون المشردين، صار قدامى المحاربين في حرب فيتنام، بما في ذلك العديد من العسكريين المعوقين السابقين، بلا مأوى وفقراء.
- الإيدز: مجموعة من الأعراض والتهابات في البشر ناتجة عن الأضرار المحددة التي تصيب الجهاز المناعي والتي تسببها الإصابة بفيروس نقص المناعة البشرية (فيروس العوز المناعي البشري). لقد تم اكتشافه لأول مرة والاعتراف به في الثمانينات، وكان في طريقه ليصبح جائحة.

#### 1984
- ارتفع استخدام الكراك الكوكايين في المنتصف إلى أواخر الثمانينات.
- أطلق بيرني جويتز النار على أربعة شبان سود، زعم أنهم كانوا يحاولون سرقته في مترو أنفاق في مدينة نيويورك، لكن تمت تبرئته من تهم محاولة القتل.

#### 1988
- تحت الجلد على الشاطئ: تم العثور على نفايات طبية تم غسلها على شواطئ لونغ آيلند ونيوجيرسي وكونيتيكت بعد أن تم إلقاؤها بطريقة غير قانونية في البحر. قبل هذا الحدث، كانت النفايات التي تم إلقاؤها في المحيطات مسألة «بعيدة عن الأنظار، من العقل». لقد تم الاستشهاد بهذا كواحدة من نقاط التحول الحاسمة في الرأي العام حول البيئة.

#### 1989
- الصين تحت الأحكام العرفية: في 20 مايو، أعلنت الصين الأحكام العرفية، مما أدى إلى استخدام القوات العسكرية ضد الطلاب المحتجين لإنهاء احتجاجات تيانانمن.
- حروب الكولا والروك: تدير عملاقا المشروبات الغازية كوكاكولا وبيبسي حملات تسويقية باستخدام نجوم موسيقى الروك أند رول ونجوم الموسيقى الشعبية للوصول إلى الديموغرافية للشباب والبالغين.

## الاشتقاقات
استندت العديد من المحاكاة الساخرة والإقلاعات إلى الأغنية (غالبًا ما تمتد إلى الأحداث التي وقعت منذ عام 1989). تتضمن هذه المحاكاة الساخرة محاكاة عائلة ذا سمبسونز «لن يوقفوا عائلة سمبسون أبدًا» في نهاية حلقة "Gump Roast" عام 2002، والمحاكاة الساخرة لمجموعة سان فرانسيسكو أكابيلا موازين ريختر لعام 2007 الحائزة على جائزة ويبي «هنا تأتي فقاعة أخرى».
في عام 2006، قامت كوكا كولا بأخذ عينات من الأغنية لتأليف نشيد وطني لكأس العالم لكرة القدم 2006 في أمريكا اللاتينية، وتغيير كلمات الأغاني وفقًا للبلد.
أنتج اليوتيوبر دان بوديجامير، المعروف كمبتكر سلسلة الويب الكوميدية الشهيرة البرتقالة المزعجة، محاكاة ساخرة كجزء من اسبوع يوتيوب الكوميدي في عام 2013 بعنوان "We Didn't Start the Viral." أدت مطالبة حقوق الطبع والنشر بشأن تحقيق الدخل في الصوت إلى استبداله بالكامل في التحميل الأصلي، على الرغم من وجود إعادة تحميل المعجبين للنسخة الأصلية.
قامت فرقة البوب ميلو جرين بأداء نسخة من الأغنية في يونيو 2013 لإيه. في. كلوب سلسلة سرية.
في عام 2019، أجرى مقدم البرامج الحوارية جيمي فالون نسخة من أغنية ذا تونايت شو، والتي تسلط الضوء على الشخصيات واللحظات في عالم مارفل السينمائي منذ آيرون مان، وإلى المنتقمون: نهاية اللعبة، مع أعضاء فريق التمثيل روبرت داوني جونيور، وكريس هيمسوورث وكريس إيفانز، وجيريمي رينر ودون تشيدل، ومارك روفالو، وبول رود، وداناي غورورا، وكارين جيلان وبري لارسون.

## الرسوم البيانية
| Chart (1989–1990)                  | Peak position |
| ---------------------------------- | ------------- |
| Australia (ARIA)                   | 2             |
| Austria (أو3 النمسا توب 40)        | 7             |
| أولتراتوب (Flanders)               | 6             |
| Canada RPM Top Singles             | 2             |
| دتش توب 40                         | 11            |
| 4                                  |               |
| ترتيب أغاني أيرلندا                | 3             |
| Japanese Singles Chart             | 11            |
| New Zealand (RIANZ)                | 5             |
| US Billboard Hot 100               | 1             |
| US Adult Contemporary ‏ (Billboard) | 5             |

| الجدول (1989)                          | الترتيب  |
| -------------------------------------- | -------- |
| أريا تشارتس                            | 37       |
| Canada RPM Top Singles                 | 77       |
| جي إف كاي إنترتاينمنت تشارتس           | 49       |
| تصنيف المملكة المتحدة للأغاني المنفردة | 72       |
| Chart (1990)                           | Position |
| Canada Top Singles (RPM)               | 50       |
| U.S. Billboard Hot 100                 | 35       |

| الجدول (1958–2018)    | الترتيب |
| --------------------- | ------- |
| يو إس بيلبورد هوت 100 | 354     |

## الشهادات
| المنطقة                                                          | شهادة         | الوحدات المصدقة/مبيعات                                         |
| ---------------------------------------------------------------- | ------------- | -------------------------------------------------------------- |
| [ 29 ]                                                           | {{{الجائزة}}} | خطأ في التعبير: معامل مفقود للعامل *.قالب:إدخال جدول شهادة/قدم |
| [ 30 ]                                                           | {{{الجائزة}}} | خطأ في التعبير: معامل مفقود للعامل *.قالب:إدخال جدول شهادة/قدم |
| [ 31 ]                                                           | {{{الجائزة}}} | خطأ في التعبير: معامل مفقود للعامل *.قالب:إدخال جدول شهادة/قدم |
| [ 32 ]                                                           | {{{الجائزة}}} | خطأ في التعبير: معامل مفقود للعامل *.قالب:إدخال جدول شهادة/قدم |
| *المبيعات بناء على الشهادة وحدها ^الشحنات بناء على الشهادة وحدها |               |                                                                |

## الموظفين
- بيلي جويل - غناء، clavinet، قرع
- ليبريتي ديفيتو - الطبول، قرع
- ديفيد براون - الرصاص الإيتار
- جوي هانتنغ - إيقاع الإيتار
- كريستال تاليفيرو - غناء داعنطم، قرع
- شويلر ديل - جيتار باس
- جون ماهوني - لوحات المفاتيح
- سامي Merendino - قرع الإلكترونية
- كيفن جونز - برمجة لوحة المفاتيح
- دوغ كليغر - تأثيرات الأصوات والترتيبات